# Істомін Юрій Васильович
Юрій Васильович Істомін (рос. Истомин Юрий Васильевич, нар. 3 липня 1944, Харків — пом. 6 лютого 1999, Москва) — український радянський футболіст, захисник.

## Клубна кар'єра
Вихованець футбольної школи харківського «Авангарда».
У дорослому футболі дебютував 1964 року виступами за команду клубу СКА (Київ), в якій провів два сезони. 1965 року включався до переліку 33 найкращих футболістів УРСР.
У 1966 році приєднався до клубу ЦСКА (Москва). Відіграв за московських армійців наступні дев'ять сезонів своєї ігрової кар'єри. Більшість часу, проведеного у складі московського ЦСКА, був основним гравцем захисту команди. Допоміг команді завоювати «золото» союзної першості 1970 року.
Завершив професійну ігрову кар'єру у нижчоліговому клубі СК «Луцьк», за команду якого виступав протягом 1975 року.
Помер 6 лютого 1999 року на 55-му році життя у місті Москва.

## Виступи за збірну
У 1967 році дебютував в офіційних матчах у складі національної збірної СРСР. Протягом кар'єри у національній команді, яка тривала шість років, провів у формі головної команди країни 34 матчі.
У складі збірної був учасником чемпіонату Європи 1968 року в Італії та чемпіонату Європи 1972 року у Бельгії, де разом з командою здобув «срібло».
Учасник Олімпіади-1972, де збірна здобула бронзові нагороди.

## Титули і досягнення
- Чемпіон СРСР (1):

ЦСКА (Москва): 1970
- Бронзовий олімпійський призер: 1972
- Віце-чемпіон Європи: 1972